# Східно-Прусська операція (1914)
Східно-Прусська операція 1914 року — наступальна операція російської армії проти Німеччини на початку Першої світової війни з 17 серпня по 15 вересня 1914 року, завершилася нищівною поразкою російської армії.

## Бойовий склад сторін

### Російська армія

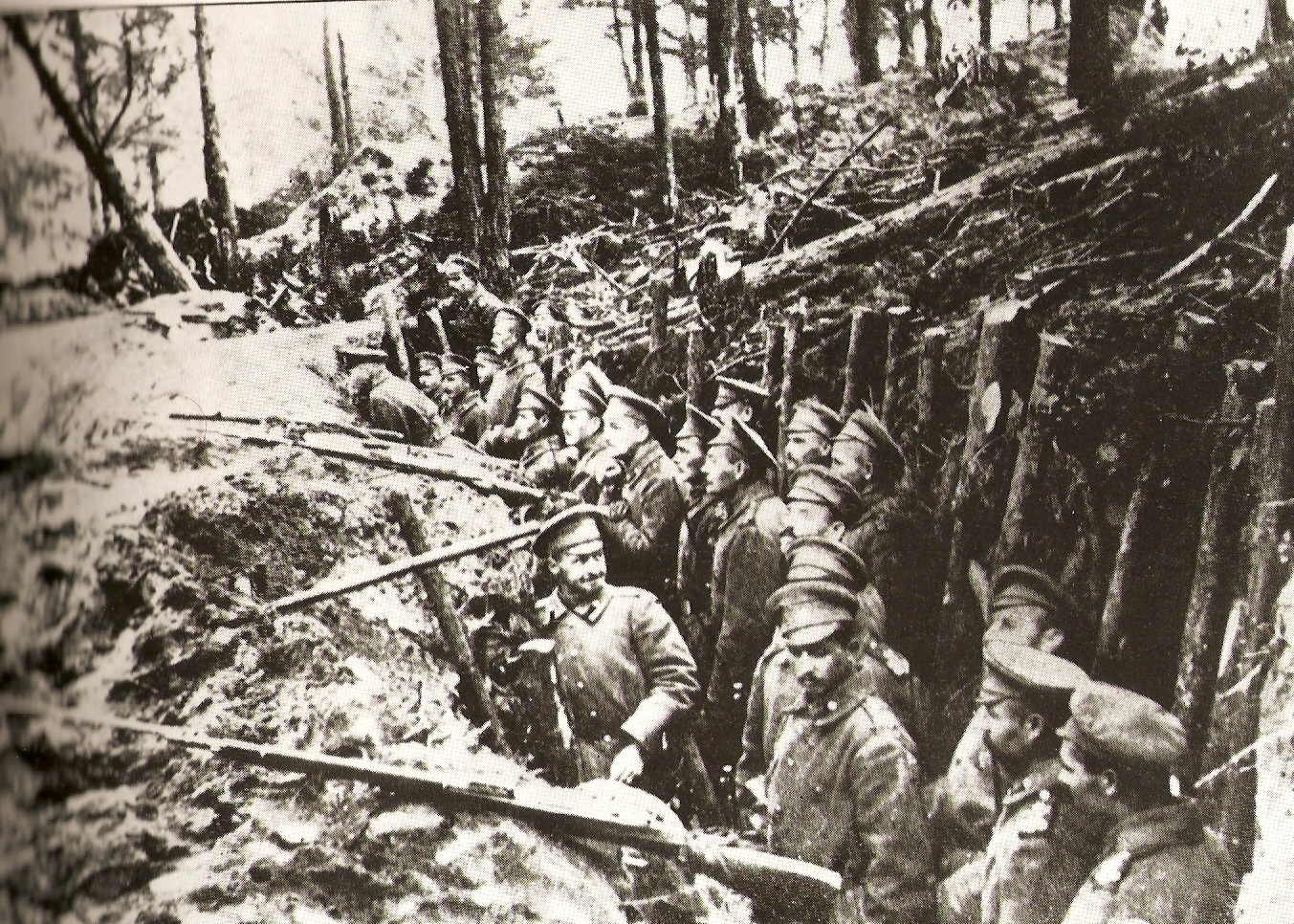
В сирих окопах

Північно-Західний фронт (командувач Жилінський Яків Григорович, начальник штабу Орановський Володимир Алоїзійович)
- 1-ша Армія — командувач Ренненкампф Павло Карлович, начальник штабу Мілеант Гавриїл Георгійович, генерал-квартирмейстер Байов Костянтин Костянтинович
  - II АК — начальник Шейдеман, Сергій Михайлович
    - 26-та піхотна дивізія — начальник Порецький, Олександр Миколайович
    - 43-тя піхотна дивізія — начальник Слюсаренко Володимир Олексійович
    - 76-та піхотна дивізія
    - 72-га піхотна дивізія(з 27 серпня)
    - Донський 31-й козачий полк (6 сотень)

  - III АК — начальник Єпанчин Микола Олексійович, начальник штабу Чагін, Володимир Олександрович
    - 25-та піхотна дивізія — начальник Булгаков, Павло Ілліч
    - 27-ма піхотна дивізія — начальник Адаріді, Август-Карл-Михайло Михайлович
    - Донський 34-й козачий полк
    - Донська 19-та окрема козача сотня

  - IV АК — начальник Алієв, Еріс-Хан Султан-Гірей, начальник штабу Десін, Костянтин Миколайович
    - 30-та піхотна дивізія — начальник Колянковський, Едуард Аркадійович
    - 40-ва піхотна дивізія — начальник Короткевич, Микола Миколайович
    - 57-ма піхотна дивізія
    - Донський 44-й козачий полк
    - Донська 26-та окрема козача сотня

  - XX АК — начальник Смірнов Володимир Васильович (генерал), начальник штабу Шемякін, Костянтин Якович
    - 28-ма піхотна дивізія — начальник Лашкевич, Микола Олексійович
    - 29-та піхотна дивізія — начальник Розеншильд фон Павліна, Анатолій Миколайович
    - 54-та піхотна дивізія (з 9 вересня)
    - Донський 46-й козачий полк
    - Донська 25-та окрема козача сотня
    - 73-тя артилерійська бригада зі складу 73-ї піхотної дивізії

  - XXVI АК (з вересня) — начальник Гернгросс, Олександр Олексійович
    - 53-тя піхотна дивізія
    - 56-та піхотна дивізія

  - Кавалерія
    - 1-ша гвардійська кавалерійська дивізія — начальник Казнаков, Микола Миколайович
    - 2-я гвардійська кавалерійська дивізія — начальник Раух, Георгій Оттонович
    - 1-ша кавалерійська дивізія — начальник Гурко, Василь Йосипович
    - 2-га кавалерійська дивізія — начальник Нахічеванський Хан Гуссейн
    - 3-тя кавалерійська дивізія — начальник Бельгард, Володимир Карлович

  - 5-та стрілецька бригада — командир Шрейдер, Петро Дмитрович
  - 1-ша окрема кавалерійська бригада — командир Орановський Микола Алоїзійович
- 2-га Армія — командувач Самсонов Олександр Васильович, начальник штабу Постовський Петро Іванович (з 19 серпня), генерал-квартирмейстер Філімонов Микола Григорович
  - I АК — начальник Артамонов Леонід Костянтинович (27 серпня замінений Душкевич, Олександр Олександрович), начальник штабу Ловцов, Сергій Петрович
    - 22-га піхотна дивізія — начальник Душкевич, Олександр Олександрович
      - Виборзький 85-й піхотний полк — командир Фрейман, Карл Володимирович
      - Вільманстрандський 86-й піхотний полк
      - Нейшлотский 87-й піхотний полк
      - Петровський 88-й піхотний полк

    - 24-та піхотна дивізія — начальник Рещіков, Микола Петрович
      - Іркутський 93-й піхотний полк — командир Копитінський, Юліан Юліанович
      - Єнісейський 94-й піхотний полк
      - Красноярський 95-й піхотний полк — командир Лохвицький, Микола Олександрович
      - Омський 96-й піхотний полк

    - Донський 35-й козачий полк

  - VI АК — начальник Благовєщенський Олександр Олександрович, начальник штабу Некрашевич Георгій МихайловичВ сирих окопах
    - 4-та піхотна дивізія — начальник Комаров, Микола Миколайович
      - Білозерський 13-й піхотний полк — командир Дженеєв, Дмитро Дмитрович
      - Олонецький 14-й піхотний полк — командир Шевельов, Володимир Георгієвич
      - Шліссельбурзький 15-й піхотний полк — Командир Арапов, Микола Іванович
      - Ладозький 16-й піхотний полк — командир Микулін, Олександр Володимирович

    - 16-та піхотна дивізія — начальник Ріхтер, Гвідо Казимирович
      - Володимирський 61-й піхотний полк
      - Суздальський 62-й піхотний полк — командир Голіцинський, Олександр Миколайович
      - Углицький шістдесят третій піхотний полк
      - Казанський 64-й піхотний полк — командир Іванов, Олександр Михайлович

    - Донський 22-й козачий полк

  - XIII АК — начальник Клюєв Микола Олексійович (генерал), начальник штабу Пестич Євген Филимонович
    - 1-ша піхотна дивізія — начальник Угрюмов Андрій Олександрович
      - Невський 1-й піхотний полк — командир Первушин, Михайло Григорович
      - Софійський 2-й піхотний полк — командир Григоров, Олександр Михайлович
      - Нарвський 3-й піхотний полк — командир Загнеєв, Микола Григорович
      - Копорський 4-й піхотний полк

    - 36-та піхотна дивізія — начальник Преженцов Олександр Богданович
      - Можайський 141-й піхотний полк
      - Звенигородський 142-й піхотний полк — командир Венецький, Георгій Миколайович
      - Дорогобужский 143-й піхотний полк — командир Кабанов, Володимир Васильович
      - Каширський 144-й піхотний полк — командир Каховський, Борис Всеволодович

    - Загін прикордонної варти (4 сотні)
    - Донський 40-й козачий полк (з 29 серпня)Козаки

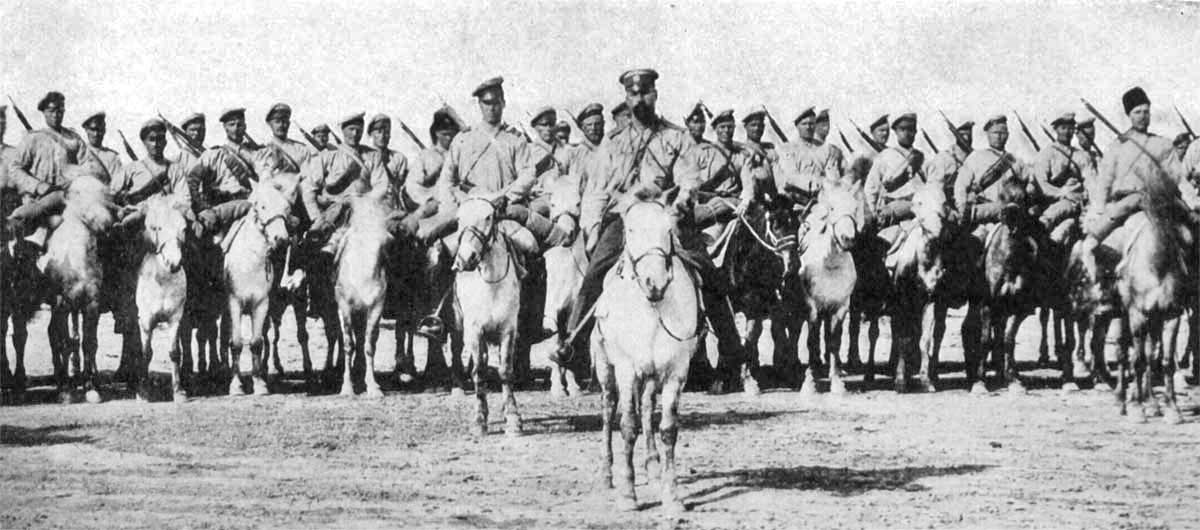
Козаки

  - XV АК — начальник Мартос Микола Миколайович, начальник штабу Мачуговський, Микола Іванович
    - 6-та піхотна дивізія — начальник Торклус Федір-Емілій-Карл Іванович
      - Муромський 21-й піхотний полк
      - Нижньогородський 22-й піхотний полк — командир Мейпаріані Захар Олександрович
      - Низовський 23-ї піхотної полк — командир Данилов Дмитро Євграфович
      - Симбірський 24-й піхотний полк — Соколовський, Андрій Францевич

    - 8-ма піхотна дивізія — начальник Фітінгоф Євген ЕмільовичНа марші

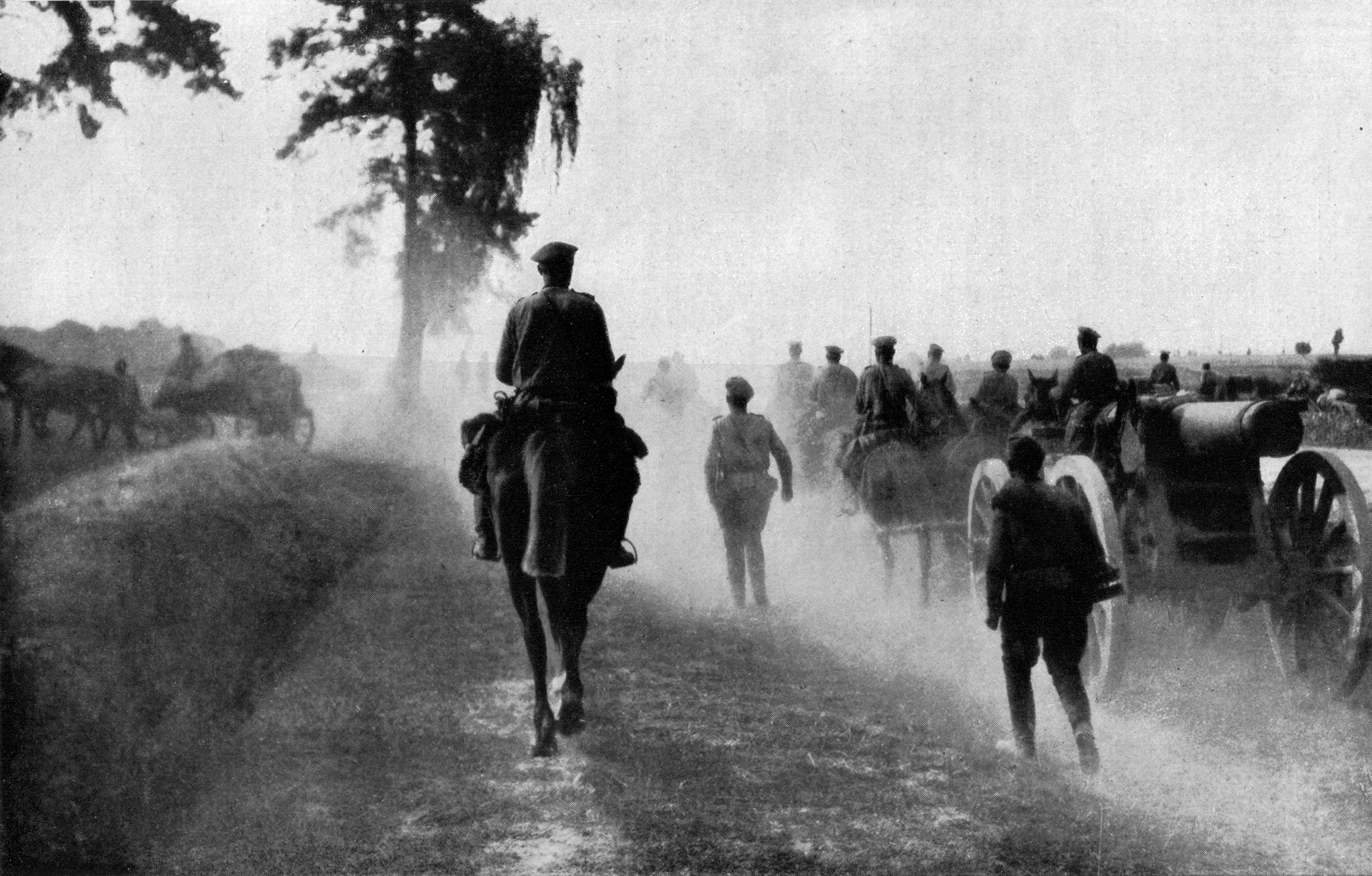
На марші

      - Чернігівський 29-й піхотний полк — командир Алексєєв Олександр Павлович
      - Полтавський 30-й піхотний полк — командир Гаврилиця Михайло Іванович
      - Алексопольскій 31-й піхотний полк — командир Лебедєв Олександр Іванович
      - Кременчуцький 32-й піхотний полк — командир Ратко Василь Олександрович

    - Оренбурзький 2-й козачий полк (4 сотні)

  - XXIII АК — начальник Кондратович Купріян Антонович, начальник штабу Нордгейм, Вільгельм-Карл Касперович
    - 3-тя гвардійська піхотна дивізія — начальник Сіреліус, Леонід Отто Оттович
      - Литовська лейб-гвардії полк — командир Шільдбах, Костянтин Костянтинович
      - Кексгольмський лейб-гвардії полк — командир Малиновський Олександр Михайлович
      - Санкт-Петербурзький лейб-гвардії полк
      - Волинський лейб-гвардії полк — командир Геруа, Олександр Володимирович

    - 2-га піхотна дивізія — начальник Мінгін, Йосип Феліксович
      - Калузький 5-й піхотний полк — командир Зінов'єв, Микола Петрович
      - Лібавський 6-й піхотний полк — командир Глобачев, Микола Іванович
      - Ревельський 7-й піхотний полк — командир Манулевич-Мейдан-Куті Михайло Олександрович
      - Естляндським 8-й піхотний полк — командир Раупах, Герман Максиміліанович

  - 1-ша стрілецька бригада — командир Васильєв, Володимир Михайлович
  - 2-га польова важка артилерійська бригада
  - Кавалерія
    - 4-та кавалерійська дивізія — начальник Толпиго, Антон Олександрович
      - Новотроїцький-Катеринославський 4-й драгунський полк
      - Харківський 4-го уланський полк
      - Маріупольський 4-й гусарський полк
      - Донський 4-й козачий полк

    - 6-та кавалерійська дивізія — начальник Рооп Володимир Христофорович
      - Глухівський 6-й драгунський полк
      - Волинський 6-й уланський полк
      - Клястицький 6-й гусарський полк
      - Донський 6-й козачий полк

    - 15-та кавалерійська дивізія — начальник Любомиров Павло Петрович
      - Переяславський 15-й драгунський полк
      - Татарський 15-й уланський полк
      - Український 15-й гусарський полк
      - Уральський 2-й козачий полк

Слід також відзначити, що в силу дуже суперечливих наказів Ставки і Північно-Західного фронту, структура 2 армії постійно змінювалася, мало того, існувала невизначеність у підпорядкуванні окремих сполук. Так, наприклад, I АК Артамонова з 21 серпня наказом Ставки був підпорядкований 2 армії, однак цей наказ не був трансльований штабом Північно-Західного фронту.

### Німецька армія
8-ма армія (командувач генерал-полковник Максимілиан фон Прітвіц-унд-Гаффрон, з 23 серпня 1914 командування замінено на: командувач Пауль фон Гінденбург, начальник штабу Еріх фон Людендорф, генерал-квартирмейстер Хоффман)
- 1-й АК (командувач Герман фон Франсуа)
  - 1-ша піхотна дивізія
  - 2-га піхотна дивізія.
- 1-й резервний АК (командувач фон Бєлов)
  - 1-ша резервна піхотна дивізія
  - 36-та резервна піхотна дивізія
- 17-й АК (командувач Август фон Макензен)
  - 35-та піхотна дивізія
  - 36-та піхотна дивізія
- 20 АК (командувач генерал Шольц)
  - 37-ма піхотна дивізія
  - 41-ша піхотна дивізія
- 3 резервна дивізія
- 1 ландверна дивізія
- 6-я ландверна бригада
- 70-я ландверна бригада
- 1-ша кавалерійська дивізія

## Планування та підготовка операції

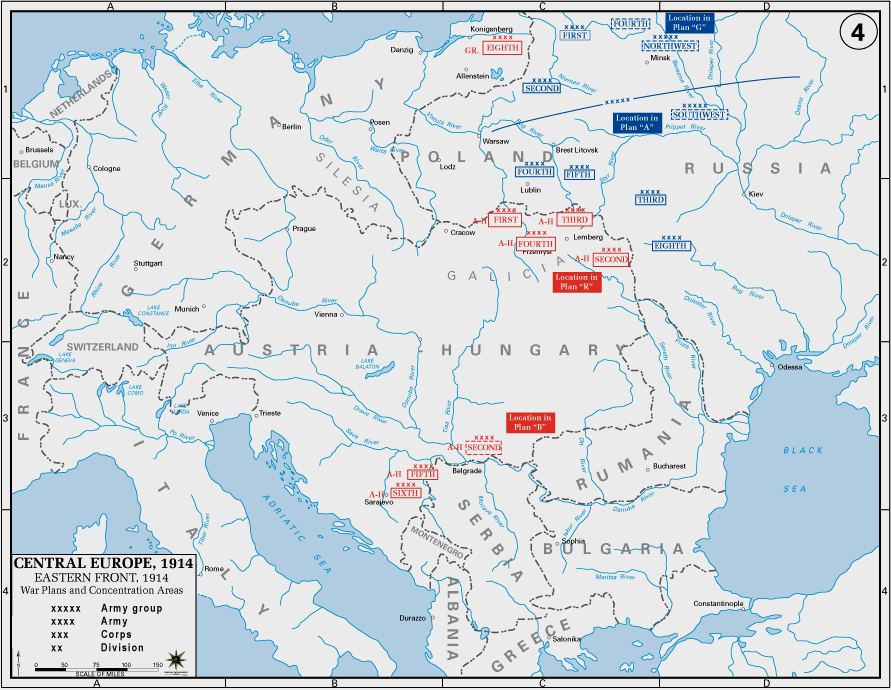
Східний фронт 1914 року

Як Антанта, так і Центральні держави готувалися до нетривалої війні, бо вважалося, що сучасні держави не можуть витримати напруги тривалої війни. Генеральні штаби планували рішучі наступальні операції, вважаючи, що результати перших боїв визначать результат війни. Німецький план війни наказував розгром Франції за шість-вісім тижнів, а потім перенесення удару на схід і розгром Росії. При розгортанні військ Німеччина зосередила на заході 79 % своїх сил, а проти Росії 21 %. Франко-російська військова конвенція та протокол наради начальників генеральних штабів генералів Жоффрей і Жилінського в 1913 році ставили завдання уникнути розгрому Франції і змусити Німеччину вести боротьбу одночасно на двох театрах військових дій. Для цього Росія обіцяла почати негайний наступ проти Німеччини до 15-го дня мобілізації. Російські мобілізаційні розклади № 19 і № 20 наказували Північно-Західному і Південно-Західному фронтам перехід в наступ і перенесення війни на територію відповідно Німеччини і Австро-Угорщини. Напрям головного удару проти Німеччини — від Нарева на Алленштейн — було визначено ще у 1912 році на переговорах Жилінського та Жоффрей. На оперативно-стратегічній грі, проведеної російським військовим міністерством і генштабом у квітні 1914 року, відпрацьовувалось вторгнення в Східну Пруссію силами двох армій Північно-Західного фронту зі сходу і півдня. Передбачалося, що «кліщі», які зімкнуться, приведуть до розгрому німецької армії, усунувши загрозу флангового удару при наступі на головному напрямку через Познань на Берлін з Варшавського виступу.
У Північно-Західний фронт (командувач — генерал Я. Г. Жилінський) входили 1-ша армія (командувач — генерал П. К. Ренненкампф), розгорнута на схід від Східної Пруссії (Неманська), і 2-га армія (командувач — генерал А. В. Самсонов), дислокована на південь від Східної Пруссії (Наревського). У 1-шу армію входили 6,5 піхотних і 5,5 кавалерійських дивізій при 492 гарматах, в 2-гу армію — 12,5 піхотних і 3 кавалерійські дивізії при 720 гарматах. Всього у двох арміях було понад 250 тисяч бійців.
У директиві від 13 серпня Верховний головнокомандувач російської армії великий князь Микола Миколайович поставив перед Північно-Західним фронтом завдання перейти в наступ і завдати поразки противнику. Відповідну директиву командуючим арміями направив в той же день генерал Жилінський. 1-й армії пропонувалося виступити 14 серпня, перейти кордон 17 серпня, обійти Мазурські озера з півночі і відрізати німців від Кенігсберга. 2-га армія повинна була виступити 16 серпня, перейти кордон 19 серпня, обійти Мазурські озера з заходу, і не допустити відходу німецьких військ за Віслу.
Дислокована у Східній Пруссії 8-ма німецька армія включала три армійських і один резервний корпус, дві резервні дивізії, одну кавалерійську дивізію, одну ландверну дивізію, три ландверних бригади, дві фортечні ерзацбригади, 9,5 ерзацландверних батальйонів, всього 14,5 піхотних (4, 5 ландверних) і одну кавалерійську дивізії або 173 тисячі бійців. За різними даними, число гармат у 8-ї армії визначається в 774 (без фортечних) — 1044 (з фортечними) гармат. Начальник німецького Генерального штабу фельдмаршал Мольтке у директиві від 6 серпня вимагав від командувача 8-ю армією генерала М. Прітвіца виграти час до перекидання військ з французького театру бойових дій та утримувати Нижню Віслу. Генерал Прітвіц вирішив спочатку зупинити наступ Неманської армії і направив на схід 8 дивізій, прикрившись від Наревської армії 4 дивізіями і зайнявши півтора дивізіями озерні дефіле.
Як німецька, так і російські армії до початку операції були укомплектовані не повністю, проте в цілому співвідношення сил дозволяло російським завдати поразки германцям за умови взаємодії двох армій. Загроза подвійного удару являла собою велику небезпеку для 8-ї армії навіть при найкращих внутрішніх комунікаціях.
Корпуси, що складались з двох дивізій, були основною оперативно-тактичною одиницею, як в російській, так і в німецькій арміях. Командири корпусів мали значну самостійність при ухваленні рішень в рамках загальних армійських директив.

## Перші бої
Обидві сторони на початку операції мали дуже слабке уявлення про розташування і напрямок удару супротивника. Перші бої дозволили штабу 8-ї німецької армії зорієнтуватися щодо задумів російського командування.
3-й, 4-й і 20-й корпуси 1-ї російської армії просувалися вперед практично наосліп. Через відсутність координації лівофланговий 6-й корпус перетнув кордон на 6 годин пізніше центрального 3-го корпусу, тим самим відкривши його фланг. Всупереч наказу Прітвіца командир 1-го корпусу генерал Франсуа 17 серпня вплутався в бій біля Сталлупенена. Вдаривши у фланг 27 дивізії 3-го корпусу, німці завдали їй серйозні втрати, був розбитий Оренбурзький полк. Проте 29 дивізія 20-го корпусу ударом у фланг відкинула німців. Російські втрати були вищі за німецькі, але Франсуа залишив Сталуппенен та поспішно відступив до Гумбінена, і обидві сторони визнали бій перемогою для себе. 27 дивізію довелося відвести на переформування. Наступ 1-ї армії затримався на день.
18 серпня Ренненкампф відновив наступ і направив кінний корпус генерала Хана Нахічеванського (4 кавдивізії) на Інстербург. 19 серпня у Каушена кінний корпус зіткнувся з прусською ландверною бригадою, маючи 70 ескадронів і 8 батарей проти 6 батальйонів і 2 батарей. Бригада зазнала великих втрат та відступила, а корпус був відведений його командиром в тил, оголивши тим самим правий фланг армії, який він повинен був прикривати.
Командуючий 2-ю армією генерал Самсонов наказом від 16 серпня змінив запропонований штабом фронту напрямок наступу, пославши головні сили замість північного в північно-західному напрямку з метою більш глибокого охоплення німецьких дивізій і для перехоплення шляхів на Віслу. У результаті було значно збільшено розрив з 1-ю армією. 2-га армія перейшла кордон 20 серпня, маючи проти себе 20-й корпус генерала Шольца (3,5 дивізії).
Ренненкампф призначив на 20 серпня днювання. На цьому етапі зволікання 1-ї армії ускладнювало ситуацію для німців, так як змушувало їх іти на схід, залишаючи оборонні рубежі на р. Ангерапп і розтягуючи свої комунікації при загрозі удару з тилу російської 2-ї армії.

## Гумбінен-Гольдапська битва 20 серпня 1914

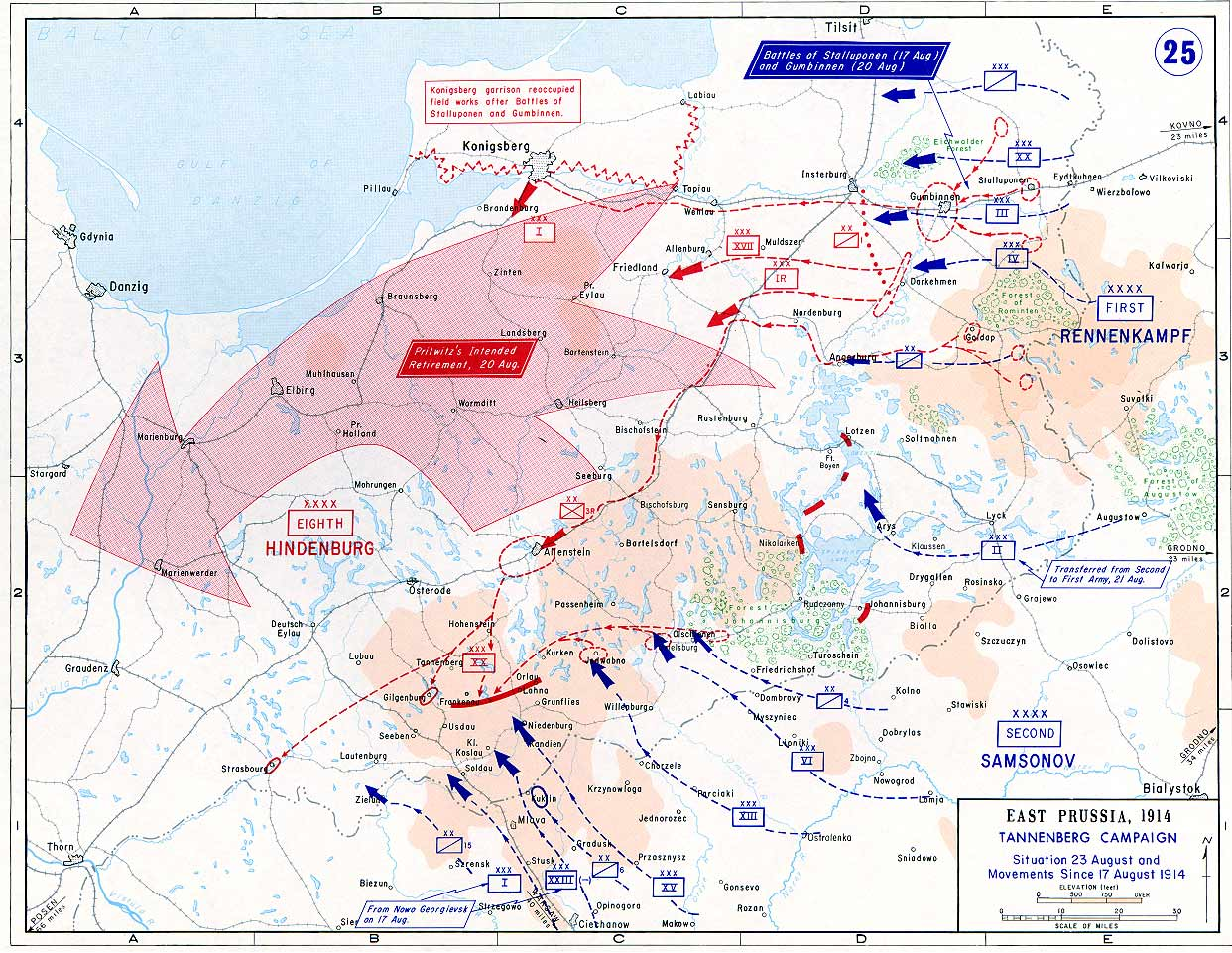
Битва при Гумбіннені

Повідомлення про перехід 2-ю армією кордону змусило штаб Прітвіца зважитися на бій з 1-ю армією, хоча німецькі корпуси не могли вступити в бій одночасно. На світанку 20 серпня на північ від Гумбінена дві дивізії 1-го корпусу Франсуа раптово атакували правофлангову російську 28-му дивізію 20-го корпусу, а 1-ша кавалерійська дивізія обійшла її фланг, що залишився відкритим після відходу корпусу Хана Нахічеванського, і вдарила з тилу. 28-ма дивізія зазнала великих втрат і була відкинута на схід. Ландверна дивізія, що підтримувала удар Франсуа, атакувала 29-ту дивізію 20-го корпусу, але була відбита вогнем і відступила.
Південніше Гумбінена 35-ту і 36-ту дивізії 17-го корпусу генерала Макензена атакували центр 1-ї російської армії на 4 години пізніше і без попередньої розвідки. Вони натрапили на три російських дивізії і потрапили під фланговий вогонь артилерії 27-ї дивізії. 35-та дивізія зазнала великих втрат і в безладді відступила на 20 км, 36-та дивізія також була змушена відступити. 27-ма дивізія генерала Адаріді, що почала переслідування, була зупинена корпусним командиром. Чотири кавалерійські дивізії Хана Нахічеванського не діяли весь день бою.
Під Гольдапом, німецький 1-й резервний корпус генерала Бєлова прибув на місце битви опівдні, зіткнення мало нерішучий характер, а після відступу корпусу Макензена, Бєлов також віддав наказ про відхід.
Бій завершився поразкою однієї російської і трьох німецьких дивізій, росіяни втратили 16500 чоловік, німці — 14800 осіб, у тому числі в 17-му корпусі Макензена 10500 чоловік. Поразка центрального корпусу створювало серйозну загрозу 8-й армії, і Прітвіц віддав наказ про загальний відступ. Проте генерал Ренненкампф і його штаб не змогли оцінити масштаб успіху, і початковий наказ про переслідування був скасований. Армія залишалася на місці півтора дня, відпочиваючи і підтягуючи тили, і відновила наступ вдень 22 серпня.

## Маневрування силами 21-25 серпня

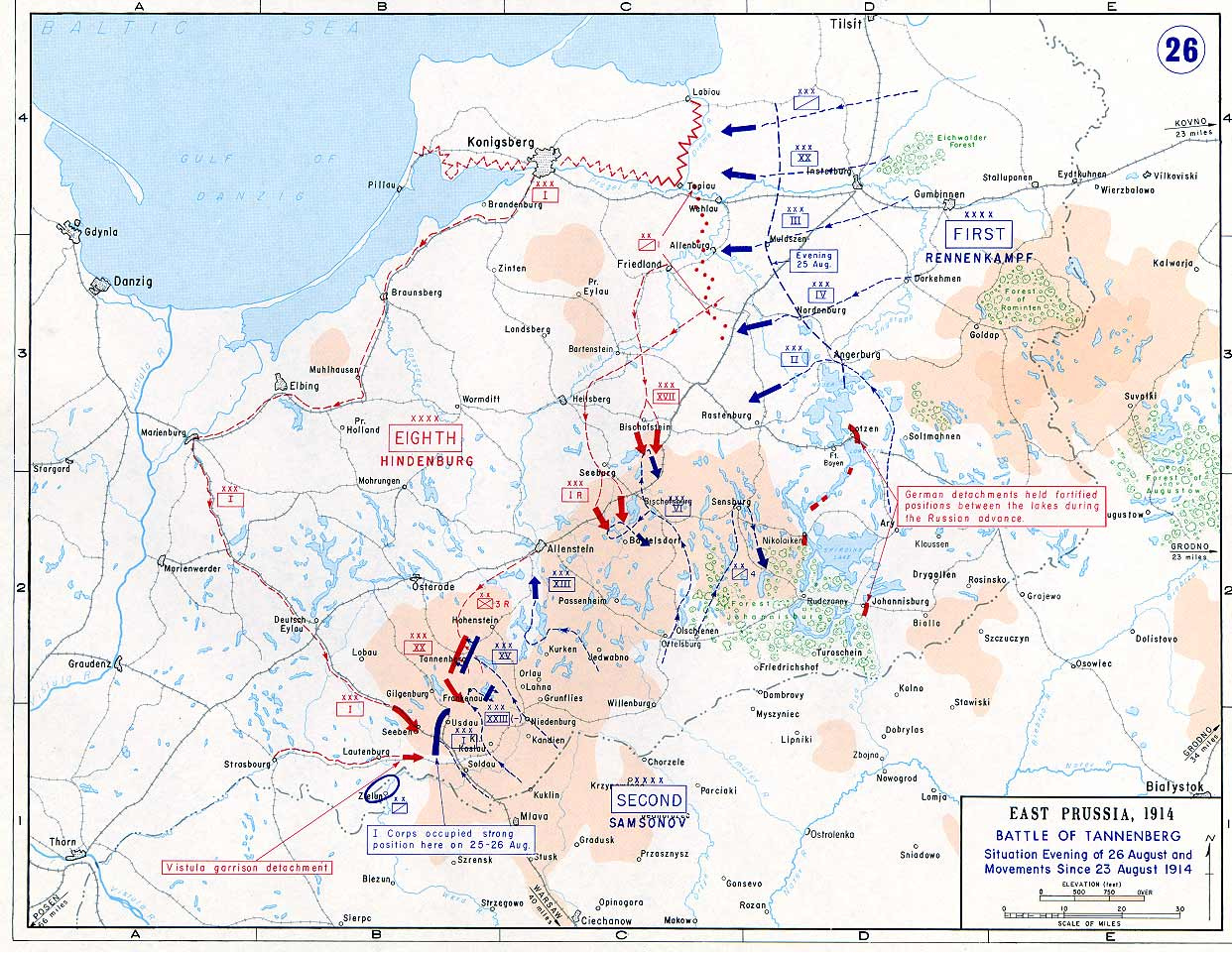
Східний фронт 21-25 серпня 1914 року

Перехід кордону чотирма корпусами армії Самсонова ставив 8-му німецьку армію між молотом і ковадлом, і увечері 20 серпня Прітвіц повідомив в генштаб про своє рішення відійти за Віслу. Тим часом оперативний відділ штабу 8-ї армії розробив план перекидання корпусів на південний захід, щоб зупинити Самсонова. Радіоперехоплення підтвердили, що 1-ша російська армія Ренненкампфа стоїть на місці, і штаб 8-ї армії почав перекидання корпусу Франсуа по залізниці для удару проти лівого флангу 2-ї російської армії Самсонова. Корпуси Макензена і Бєлова повинні були висуватися в похідному порядку проти правого флангу армії Самсонова. 21 серпня Мольтке ухвалив рішення змістити Прітвіца та його начальника штабу генерала Вальдерзее й призначити на їхнє місце генералів Гінденбурга та Людендорфа. Вони прибули в штаб 8-ї армії 23 серпня і схвалили план удару по 2-й армії. Однак реалізація плану цілком залежала від дій армії Ренненкампфа, чиє швидке просування вперед, за словами Людендорфа, робило б маневр немислимим.
На відміну від штабу 8-ї армії, російські штаби не мали достатньої інформації про противника. Повільне просування 1-ї армії на Захід не зустріло опору, і штаб фронту зробив висновок про поспішний відступ німців до Вісли. Ставка визнала операцію в основному закінченою і працювала над планом наступу на Познань, у зв'язку з чим командиру фронту Жилінському було відмовлено у посиленні 2-ї армії гвардійським корпусом. Жилінський зажадав від 2-ї армії Самсонова енергійно наступати на північ з метою припинити німцям відхід до Вісли. Але на думку Самсонова, для відсікання 8-ї армії від Вісли, його армія повинна була наступати не на північ, а на північно-захід. Під тиском Самсонова штаб фронту погодився з ним. 25 серпня Самсонов направив центральні корпуси (13-й і 15-й) на захоплення Остероде і Алленштейна, правофланговий 6-й корпус і одну кавалерійську дивізію на Бішофсбург, а 1-й корпус і дві кавалерійські дивізії — на прикриття лівого флангу біля Сольдау. 23-й корпус повинен був прикривати стик між лівим флангом і центром. Самсонов не тільки віддаляв свої корпусу від 1-ї армії, але й направив їх по розбіжним напрямкам.
1-шу армію штаб фронту направив двома корпусами, на відсіч Кенігсберга і на переслідування «відступаючих до Вісли» німців. Таким чином, у цей період Ставка та командувачі фронтом і арміями приймали рішення, які базуються на реальній ситуації, і дозволили противнику безперешкодно перекинути майже всі війська проти 2-ї армії, залишивши проти 1-ї армії лише півтори піхотних і одну кавалерійську дивізію.
У зв'язку з важкою обстановкою склалася в Східній Пруссії, 25 серпня Мольтке ухвалив рішення направити туди підкріплення. Два корпуси і одна кавалерійська дивізія були зняті із Західного фронту і направлені на схід.

## Поразка 2-ї російської армії у Східній Пруссії

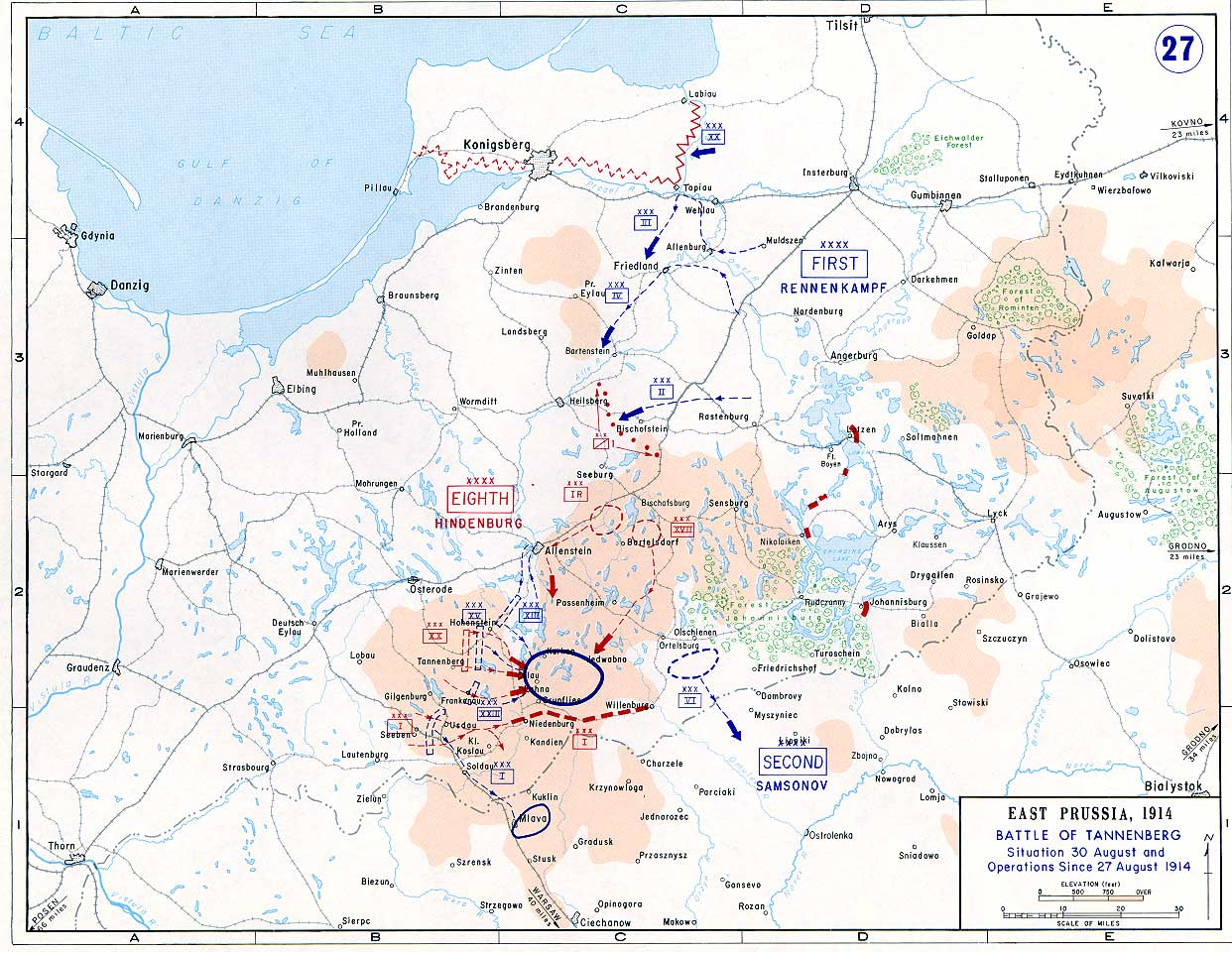
Битва при Танненбергу

З радіоперехоплення, командування 8-ї армії знало плани Самсонова і вирішило скористатися повільністю Ренненкампфа і утвореним відривом центральних корпусів Наревської армії від флангів для її розгрому. 26 серпня 17-й корпус Макензена і 1-й резервний корпус Бєлова з ландверною бригадою, що прийшли від Гольдапу, атакували 6-й корпус генерала Благовєщенського і відкинули його від Бішофсбурга до Ортельсбургу. Дві дивізії втратили 7500 чоловік і відступили в повному безладі, при цьому генерал Благовіщенський кинув війська і втік в тил. Правий фланг 2-ї армії виявився відкритим впродовж десятків кілометрів, але Самсонов не отримав інформації про це і 27 серпня наказав армії виконувати раніше поставлене завдання.
На лівому фланзі 2-ї армії 27 серпня 1-й корпус Франсуа з частиною 20-го корпусу і ландвер завдав удару по 1-му корпусу генерала Артамонова і відкинув його на південь від Сольдау. 23-й корпус генерала Кіндратовича зазнав втрат і відступив на Нейденбург. Самсонов отримав від Артамонова невірну інформацію про ситуацію і запланував на 28 серпня удар силами 13-го корпусу генерала Клюєва і 15-го корпусу генерала Мартоса у фланг західної німецької угруповання. Для керівництва боєм, Самсонов з оперативною частиною штабу армії вранці 28 серпня прибув у штаб XV корпусу. У результаті було втрачено зв'язок зі штабом фронту і фланговими корпусами, а управління армією — дезорганізовано. Наказ штабу фронту про відвід корпусів 2-ї армії на лінію Ортельсбург-Млава до військ не дійшов. Вранці 28 серпня Мартос запропонував Самсонову негайно почати відведення центральних корпусів, але Самсонов коливався до вечора.
28 серпня штаб фронту наказав 1-й армії рушити вперед лівофлангові корпуси і кавалерію для надання допомоги 2-й армії, але вже увечері 29 серпня наступ було зупинено. Жилінський вважав, що 2-га армія згідно з його наказом уже відійшла до кордону. У результаті, до моменту відходу корпусів 2-ї армії, піхота Ренненкампфа знаходилася від них на відстані близько 60 км, а кавалерія — 50 км.
29 серпня відступ п'яти російських дивізій проходив під усе більшим тиском 1-го корпусу Франсуа і 1-го резервного корпусу Бєлова, що просувалися на флангах. В окремих боях німецькі частини були відбиті, але в цілому російський відступ прийняв безладний характер, а близько 30 тисяч чоловік при 200 гарматах були оточені в районі Комусінського лісу. У ніч на 30 серпня генерал Самсонов застрелився. Генерал Мартос був узятий в полон, генерал Клюєв намагався вивести війська з оточення трьома колонами, але дві колони були розбиті, і Клюєв віддав наказ про здачу в полон.
Таким чином, втрати 2-ї армії склали 6 тис. убитих, поранено близько 20 тис. (майже всі потрапили в полон), полонених — 30 тис. (разом з пораненими, що потрапили в полон — 50 тис.), захоплено 230 гармат. Убито 10 генералів, 13 взято в полон. Загальні втрати 2-ї армії убитими, пораненими та полоненими — 56 тисяч чоловік.
Німецькі втрати, убитими і пораненими склали 30 тисяч осіб. У західній історіографії цей бій відомо як битва при Танненбергу.

## Відхід 1-ї російської армії зі Східної Пруссії
На південному фасі Варшавського виступу в цей час тривала Галицька битва, і Австро-Угорщина вимагала від Німеччини направити 8-му армію на південь, і через Польщу вдарити в тил російських армій, що наступають в Галичині.
Проте німецький генштаб визнав таку операцію занадто ризикованою і волів звільнити Східну Пруссію, і 31 серпня наказав 8-й армії наступати проти 1-ї російської армії, що вийшла до Кенігсберга.
Отримавши 4 вересня 2,5 корпуси із Західного фронту, Людендорф перегрупував 8-му армію: прикрившись з півдня проти 2-ї російської армії Шейдемана 1,5 дивізіями (20 000 багнетів), розгорнув фронтом на схід 7 корпусів і 2 кавалерійські дивізії (230 000 багнетів і шабель при 1080 гарматах). Їм протистояли 5 корпусів і 5 кавалерійських дивізій 1-ї російської армії Ренненкампфа (110 000 багнетів і шабель при 900 гарматах).
Головні сили Ренненкампфа, націлені командувачем фронтом Жилінським на облогу Кенігсберга, сконцентрувалися на північному фланзі, і німці вирішили вдарити по південному флангу, де перебував лише один 2-й корпус та кіннота. Планувалося прорвати тут фронт, вийти в тил 1-ї армії, відтіснити її до моря та болота Нижнього Німану і там знищити. Людендорф направив три корпуси та дві кавалерійські дивізії через озерні дефіле на Летцен в обхід російського південного флангу, а чотири корпуси — північніше озер.
У Нареві російська Ставка поповнила 2-гу армію двома свіжими корпусами. На південний схід від Мазурських озер в смузі між 2-ю і 1-ю арміями була сформована 10-та армія.
7-9 вересня обхідна німецька колона безперешкодно пройшла озерні дефіле і відкинула частини 2-го корпусу, виходячи в тил 1-й російській армії. Ренненкампф терміново перекинув на південний фланг з центру дві піхотні і три кавалерійські дивізії та з півночі 20-й корпус, і зупинивши наступ німців, почав відводити на схід всю армію. Коли 10 вересня обхідна колона 8-ї німецької армії відновила наступ на північ, загроза оточення російських військ вже минула.
9 вересня, з півдня Східної Пруссії завдала удар 2-га російська армія, за всіма реляціям Людендорфа, нібито, знищена тиждень тому, і змусила німців повернути частину сил проти неї.
Відхід 1-ї армії прикривали в основному 2-й та 20-й корпуси, які в ар'єргардних боях стримали переважаючі сили німців. До 14 вересня 1-ша армія відійшла до Середнього Німану, втративши близько 15 тисяч чоловік (убитими, пораненими та полоненими) і 180 гармат (за всю операцію понад 30 тисяч чоловік). Німецькі війська втратили близько 10 тисяч чоловік (за всю операцію 25 тисяч чоловік). Хоча 1-ша армія і відійшла, німецький план її оточення і знищення не вдався, завдяки своєчасному вирішенню Ренненкампфа про відступ і завзятості ар'єргардних корпусів. Армія була просто видавлена зі Східної Пруссії.

## Підсумки битви

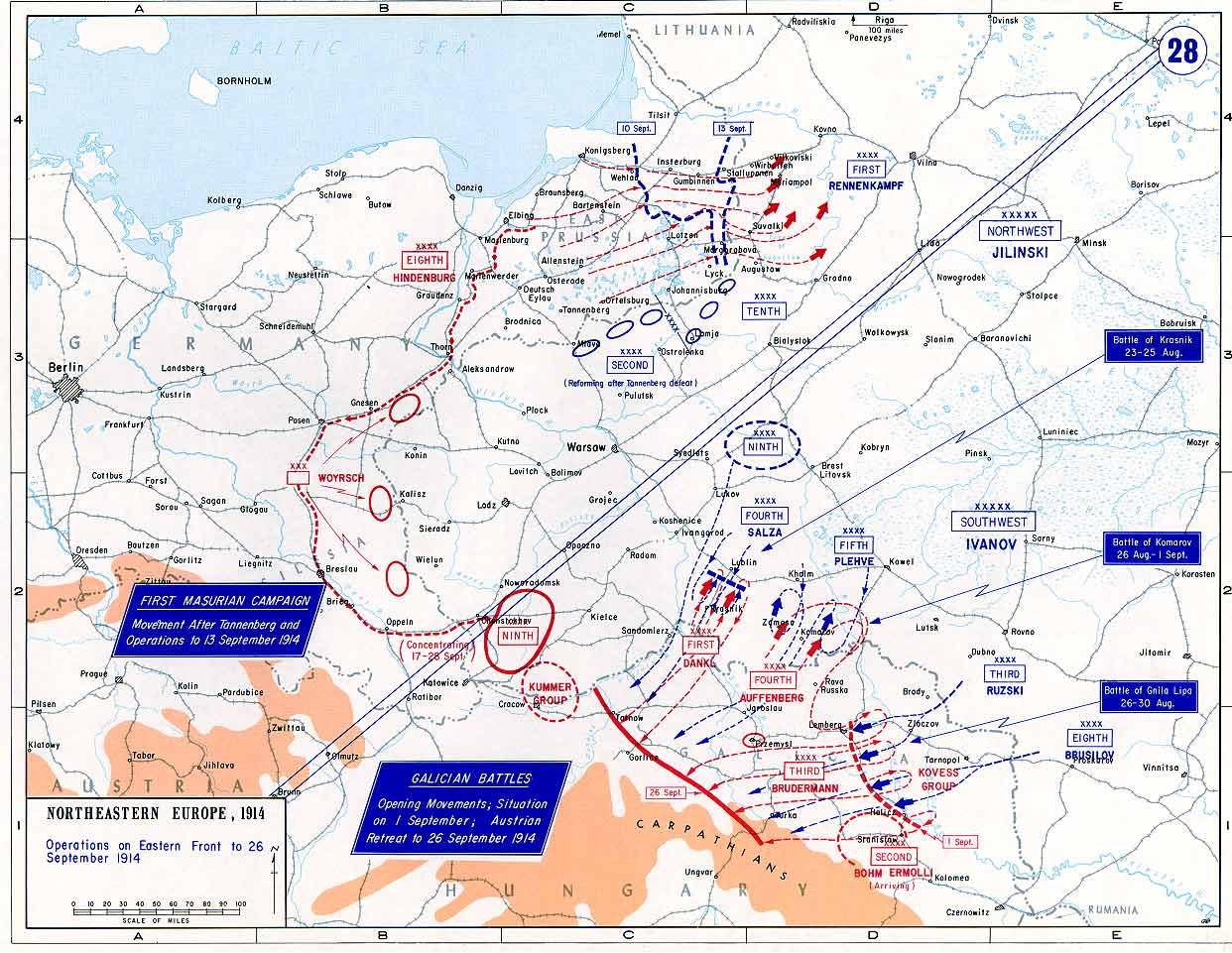
Східний фронт на 26 вересня 1914 року

За директивою Північно-Західного фронту від 16 вересня 1-ша армія зайняла оборону на Німані, а 2-га — на Нареві, тобто там же, де вони розташовувалися до початку операції. Загальні втрати фронту (убитими, пораненими та полоненими) склали понад 80 тисяч чоловік і близько 500 гармат. 

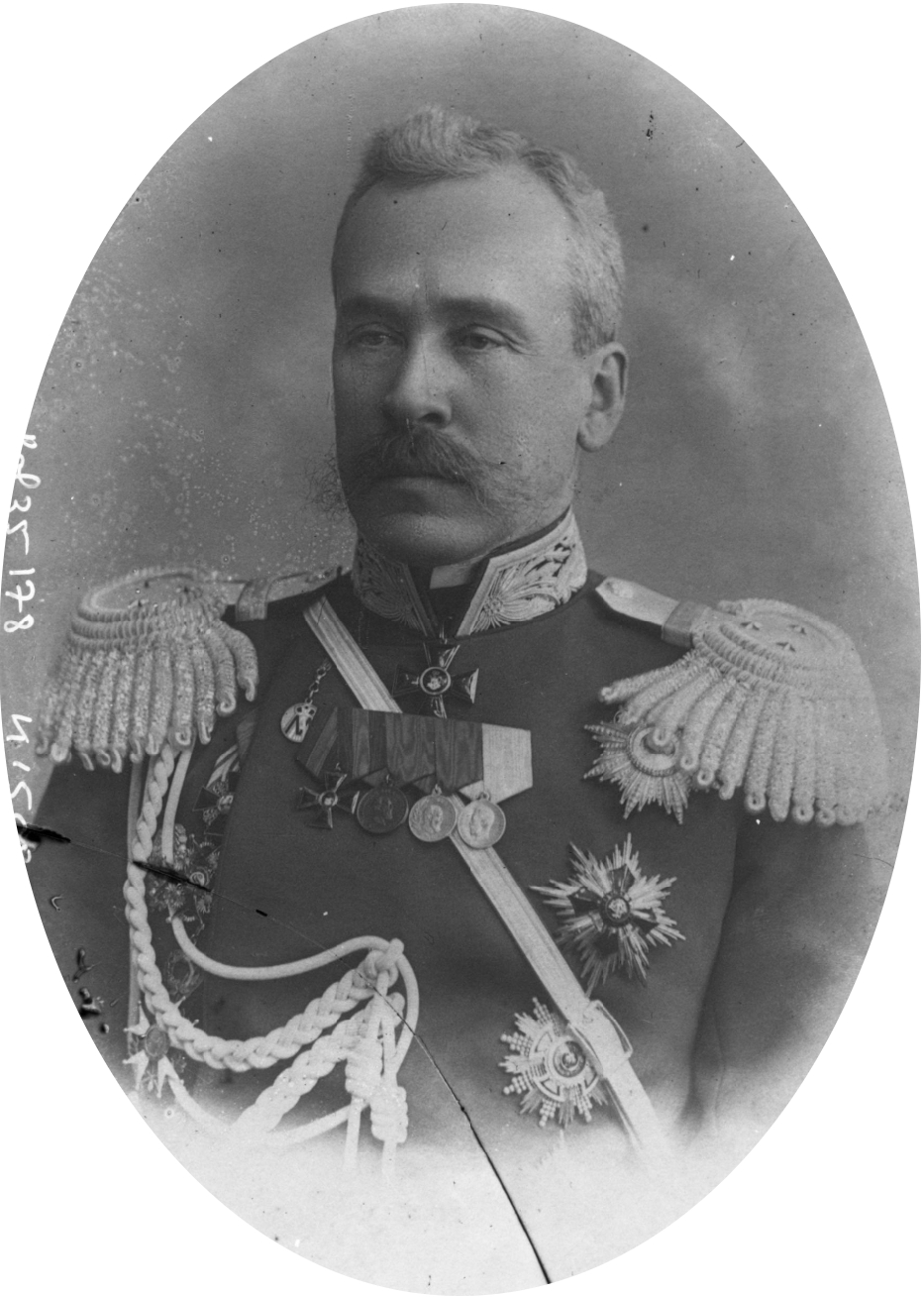
Яків Жилінський

16 вересня генерал Жилінський був звільнений з посади командувача Північно-Західним фронтом, і на його місце призначений генерал Н. В. Рузський.
Німецькі втрати склали близько 60 тисяч чоловік.
Німецька 8-ма армія відбила наступ переважаючих сил двох російських армій в Східну Пруссію, завдала поразки 2-й армії та витіснила зі Східної Пруссії 1-шу армію, що стало помітним оперативними успіхом Німеччини на другорядному театрі військових дій. Значення німецької перемоги у Східно-Прусської операції полягає в тимчасовій відмові російської Ставки від наступу з Варшавського виступу через Познань на Берлін.
У той же час, бойові дії в Східній Пруссії відвернули 8-му німецьку армію від завдавання удару по північному фасу Варшавського виступу в момент, коли на його південному фасі йшла Галицька битва, що дозволило російській армії завдати поразки австро-угорським військам.

Перекидання же двох корпусів і кінної дивізії (120 тисяч багнетів і шабель) із Західного фронту в Східну Пруссію серйозно послабила німецьку армію перед битвою на Марні, результатом чого була її поразка. Маршал Фош зробив висновок: 
|  | Якщо Франція не була стерта з обличчя Європи, то цим насамперед ми зобов'язані Росії, оскільки російська армія своїм активним втручанням відвернула на себе частину сил і тим дозволила нам здобути перемогу на Марні. |

Тактичний успіх Німеччини у Східній Пруссії, за рахунок передислокації військ із Західного фронту, обернувся, в зв'язку з провалом операції проти Франції, поразкою стратегічною. Німеччина була вимушена вести затяжну війну на два фронти, яку у неї не було шансів виграти.